# Commentarii Phytographici
Commentarii Phytographici (abreviado Comm. Phytogr.) es un libro con ilustraciones y descripciones botánicas que fue escrito por el botánico, micólogo, pteridólogo, briólogo y algólogo holandés Friedrich Anton Wilhelm Miquel y publicado en Leiden en tres partes en los años 1838-1840.

## Publicación
- Nº 1, 11-16 Feb 1839;
- Nº 2, 16-21 Mar 1840;
- Nº 3, Dec 1840 o Ene 1841